# 渦巻

自然界に多く見られる渦巻（対数螺旋）

渦巻（うずまき）は、渦が巻くような、旋回するにつれ中心から遠ざかる（あるいは逆向きにたどれば近づく）曲線である。主に平面曲線であるが、曲面上にも定義できる。
渦巻線（うずまきせん）、しばしば螺旋とも呼ばれる。自然界での気体や液体は螺旋となるものは少なくほとんどは重力や圧力によって渦巻を成す。植物の蔓（つる）は局部的に螺旋または渦巻を成すことがある。

## 数学的記述
デカルト座標より極座標で簡単に記述できることが多い。
極座標では、{\displaystyle r} が {\displaystyle \theta } の滑らかな単調関数（単調増加関数または単調減少関数）として記述できる。
デカルト座標では角度を媒介変数として表す。

### 例
代表的な渦巻線の例は以下のとおり。
- {\displaystyle r=a+b\theta \,} : アルキメデスの螺旋。線が等間隔となる。
- {\displaystyle r=\pm a{\sqrt {\theta }}\quad (r^{2}=a^{2}\theta )} : フェルマーの螺旋（英語版）。原点で滑らかに繋がる2本のらせんからなる。
- {\displaystyle r={\frac {a}{\theta }}\quad (r\theta =a)} : 双曲螺旋。有限の巻き数で無限遠点に発散し、y = a に漸近する。
- {\displaystyle r={\frac {a}{\sqrt {\theta }}}\quad (r^{2}\theta =a^{2})} : リチュース。有限の巻き数で無限遠点に発散し、x軸に漸近する。
- {\displaystyle r=ab^{\theta }\,} : 対数螺旋。角度が一定で、自らを拡大縮小したものと合同。
- クロソイドまたはコルヌ螺旋、オイラーの螺旋。中心を2つ持つため式は複雑になる。

これらのうち、代数式で表せるものを代数螺旋という。アルキメデスの螺旋は明らかに代数螺旋だが、( ) 内に代数式への変形を示した螺旋も、代数螺旋である。

### ギャラリー

アルキメデスの螺旋
フェルマーの螺旋
双曲螺旋
リチュース
対数螺旋
クロソイド

## 渦巻と螺旋

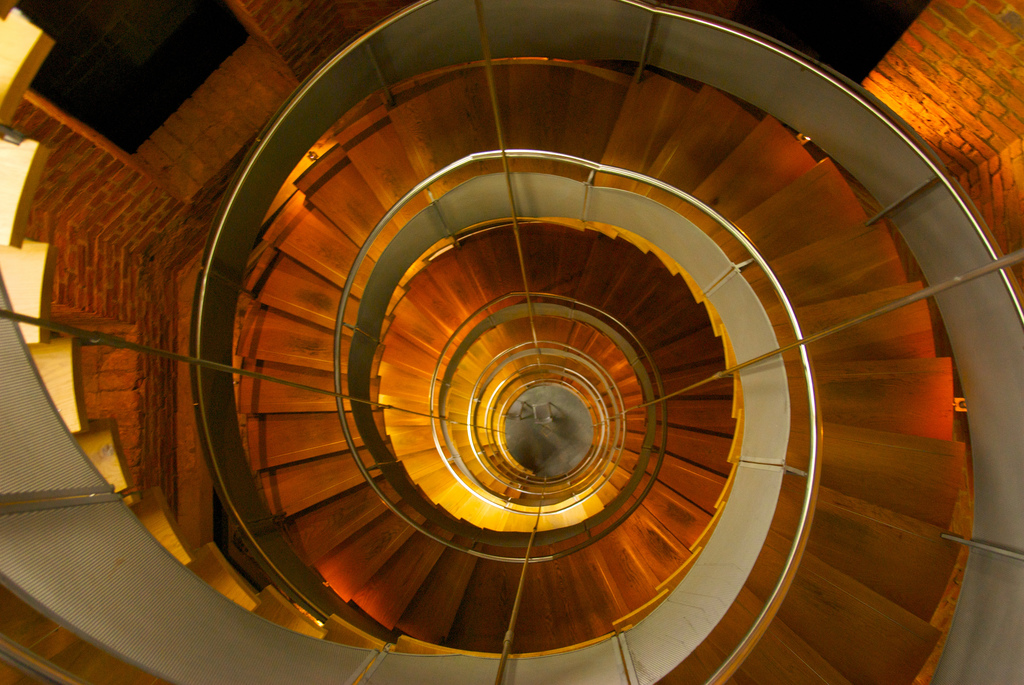
螺旋階段。平面に投影すると渦巻となる。

渦巻（スパイラル）は、旋回するにつれ中心から遠ざかる2次元曲線だが、螺旋（ヘリックス）は、旋回するにつれ旋回面に垂直成分を持つ方向に動く3次元曲線である。螺旋の例としては螺旋階段、ねじの溝、DNA分子などがある。

### 表現
スパイラルとヘリックスの混同は日本語でよく見られるが、英語でも学術的にはヘリックスであるものがスパイラルと呼ばれることが多い。
たとえば、螺旋階段は英語では「helix staircase」だが「spiral staircase」も使われている。
一方、各種の代数螺旋や対数螺旋が英語ではスパイラルと呼ばれている。
- 代数螺旋 - 代数的な式で表される螺旋を代数螺旋という（以下参照）[1]。
  - アルキメデスの螺旋（Archimedes' spiral）
  - 放物螺旋（Parabolic spiral）
  - 双曲螺旋（hyperbolic spiral）
  - リチュース螺旋
- 対数螺旋（logarithmic spiral） - 等角螺旋（equiangular spiral）やベルヌーイの螺旋ともいう[1]。特に黄金比に関連するものを黄金螺旋（golden spiral）という[1]。

渦巻と明確に区別するため、本来の螺旋を弦巻線と呼ぶことがある。
螺旋を平面に投影すると、渦巻の一種の双曲螺旋となる。

### 曲面上の渦巻

等角航路

地球上で一定の方角を保ったまま進んだ時の軌跡、つまり等角航路は、球面上の渦巻（対数螺旋）である。
巻貝の貝殻は、円錐面上の渦巻（対数螺旋）である。
これらの曲面を円筒面へと近付けた極限は螺旋となる。
例えば、等角航路は赤道付近では螺旋に近いし、頂角が狭い円錐面上の渦巻は頂点付近を除けば螺旋に近い。ただし、真の螺旋は曲面上の渦巻と異なり、中心がない。

## 渦巻の例

### 一覧
- アンモナイトやオウムガイ、巻貝の貝殻。なお、二枚貝の貝殻も、蝶番部を通るように切断すれば、その断面は、きわめて巻き数が少ない渦巻である。
- レコードやCDのトラック（DVDやハードディスクのトラックは同心円である）。
- 蚊取り線香。
- 鳴門巻の模様
- ヴォリュート（英語版）[2]
- 渦巻銀河の腕。
- 斥力と遠心力のバランスが崩れた時の惑星や衛星や彗星の軌道。
- 指紋の分類の1つ。渦状紋。
- 流体の渦。
  - 台風
  - 竜巻
  - 旋風
  - 渦潮

### ギャラリー

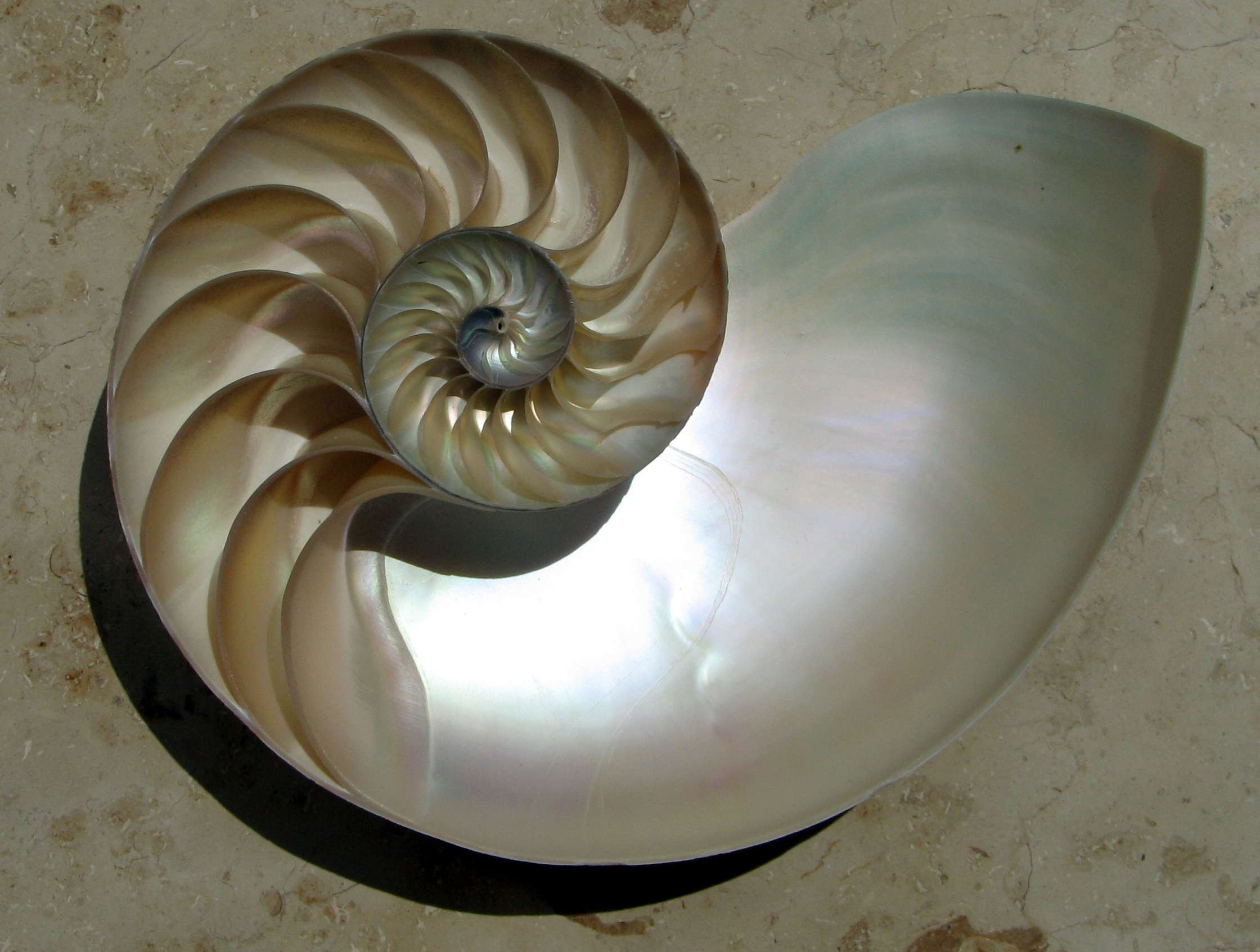
オウムガイの貝殻。
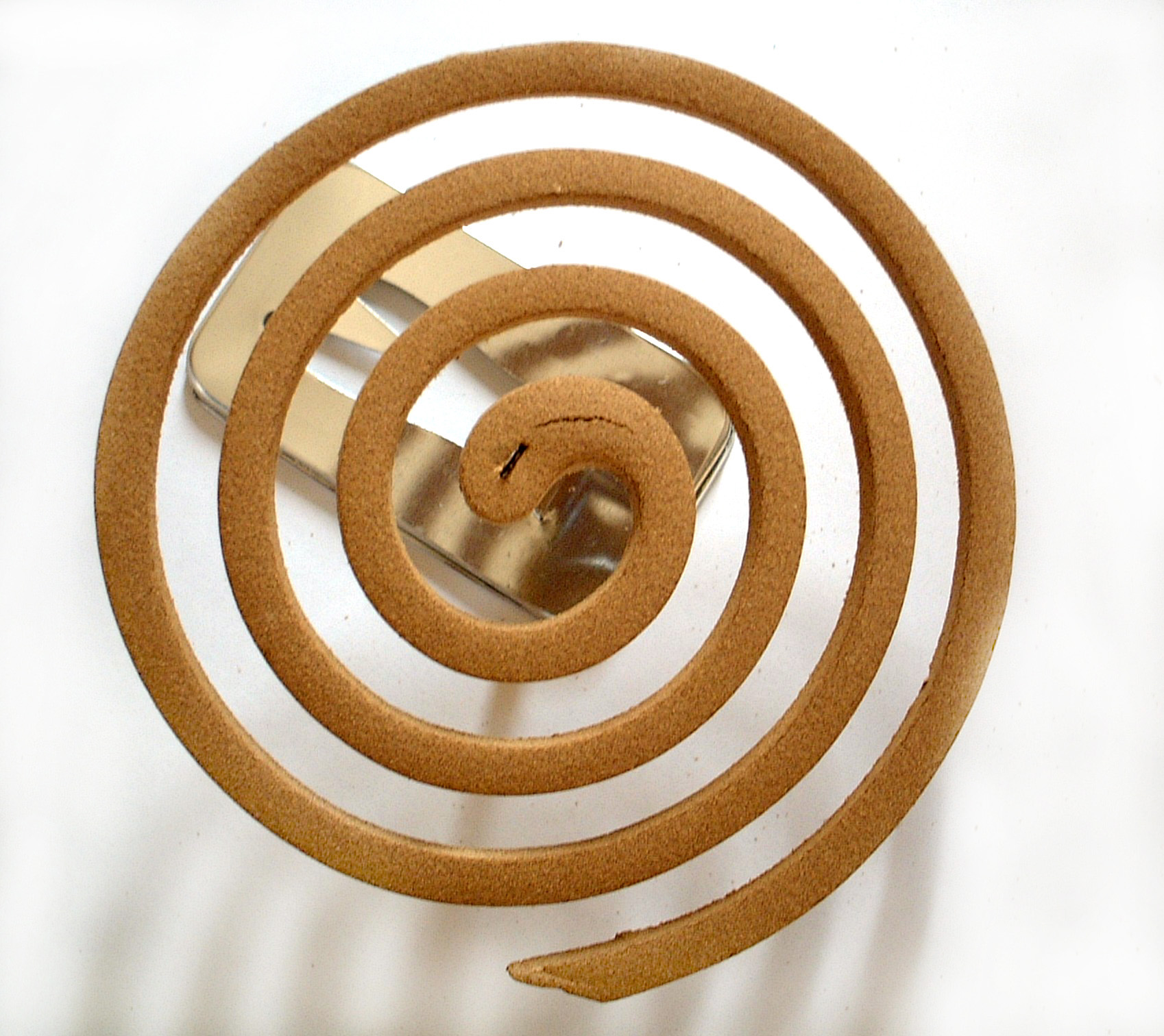
蚊取り線香。
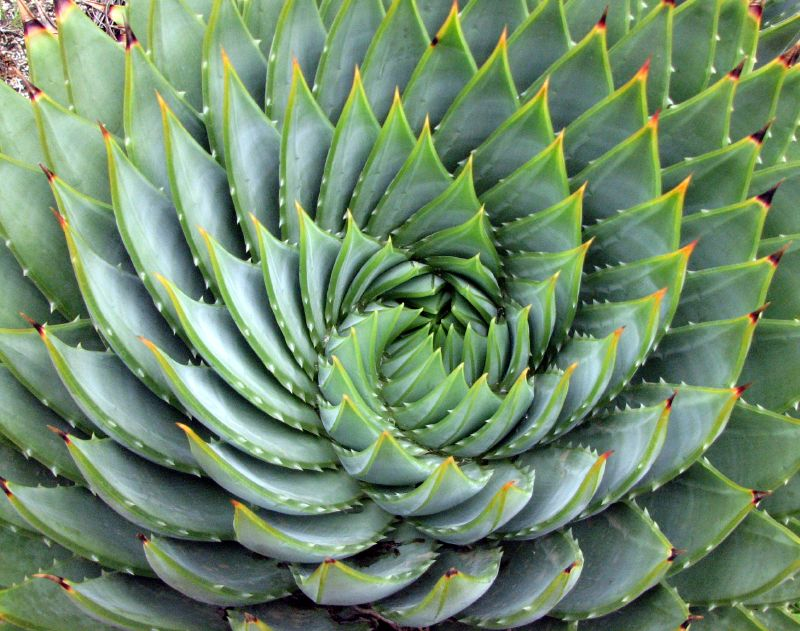
アロエの葉。
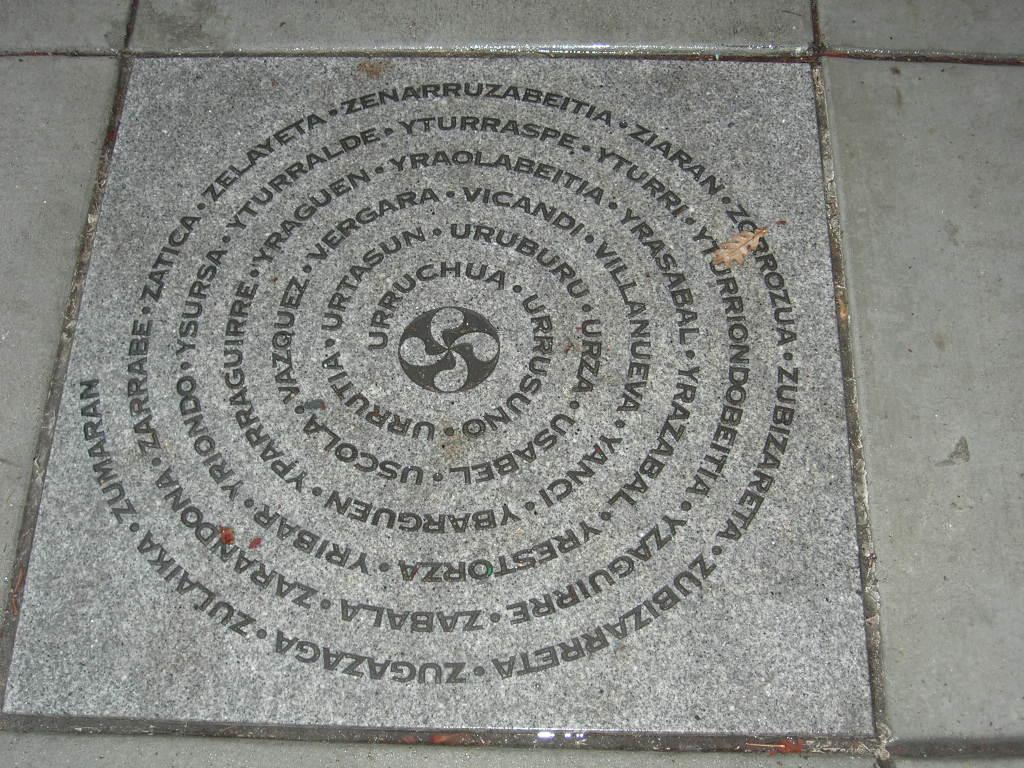
ボイシの舗装タイル。渦巻状に銘文が配されている。
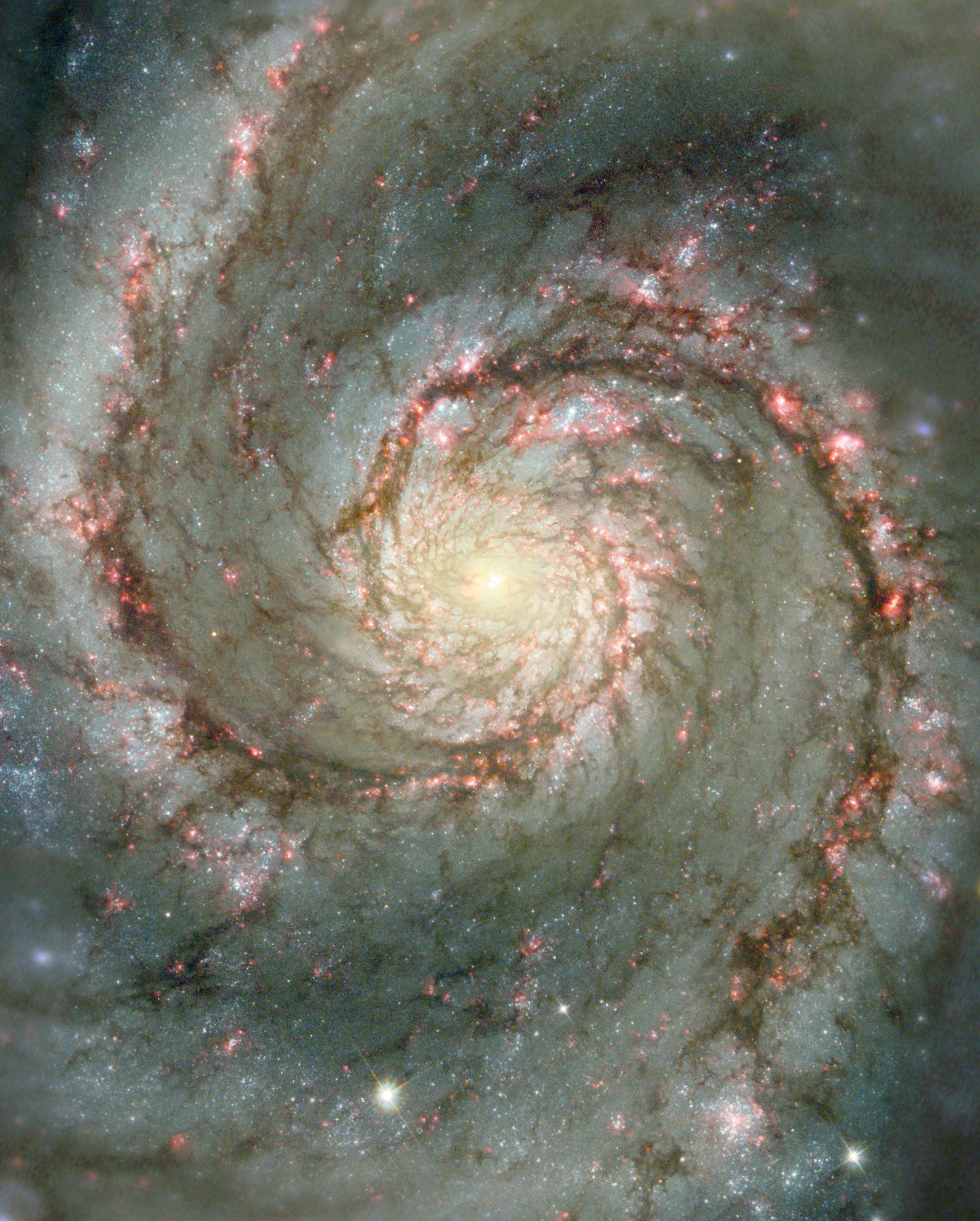
渦巻銀河M51。
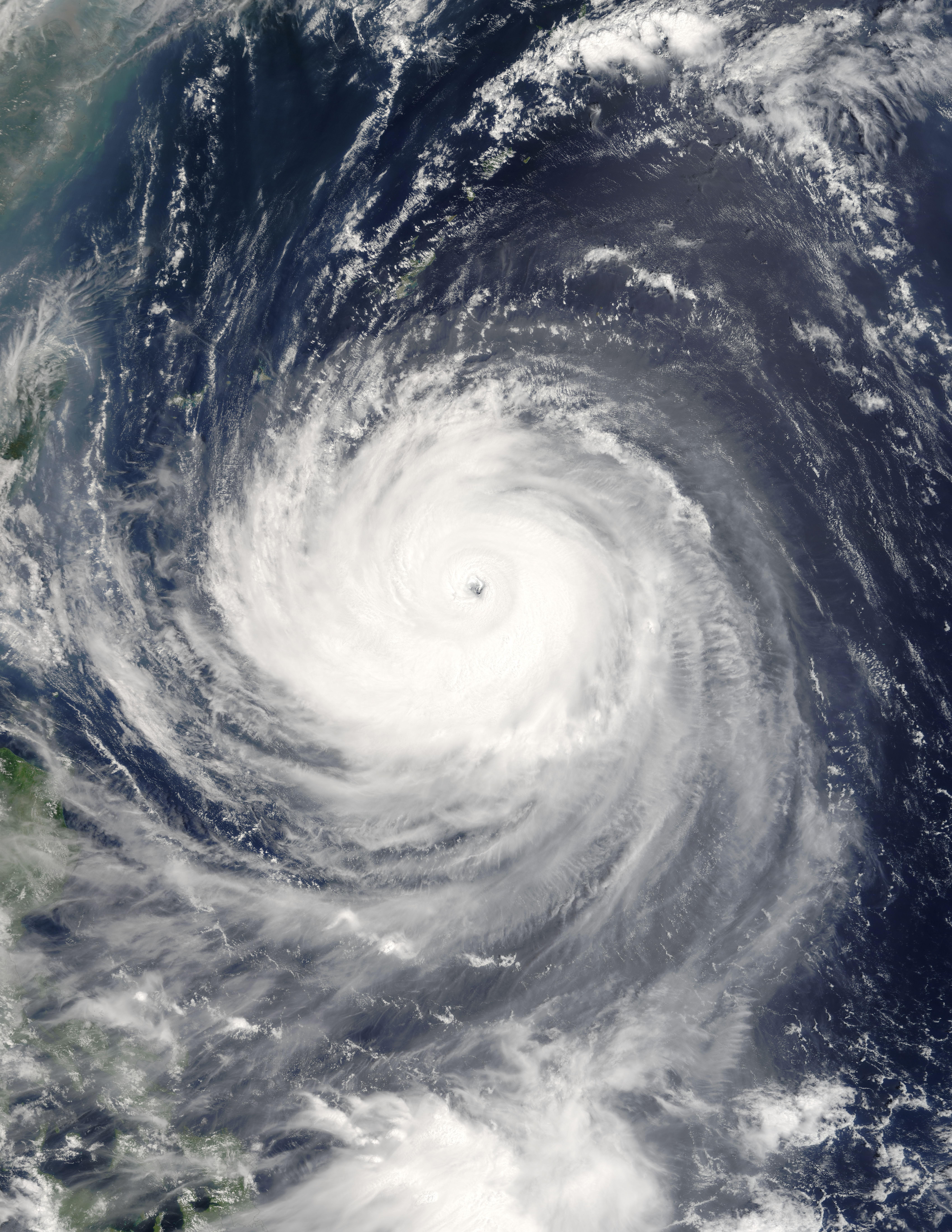
2005年のタリム台風（13号）。

## 渦巻き残効
渦巻図形を回転させたとき、渦の巻く方向と図形の回転方向によって渦巻が拡大あるいは縮小して見える現象を渦巻き残効という。

## 象徴
渦巻は力動的な回転の象徴として使われる。

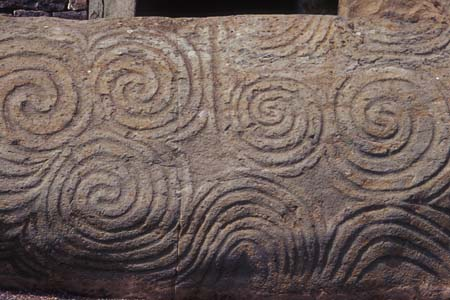
アイルランド、ニューグランジ墳墓の浮き彫り

多くの古代文明で、冥界や死と再生の循環の象徴とみなされ、古墳などにしばしば描かれた。